# Cimbria (фірма)
Cimbria — компанія, що спеціалізується на промисловій переробці, обробці та зберігання зерна та насіння, а також кормів для тварин, харчових продуктів та інших сипких продуктів. Вона займається проєктуванням, розробкою, виробництвом продуктів для сільськогосподарських процесів. Основна мета компанії — поглиблення знань про технології переробки зерна з максимальним рівнем якості та мінімальними втратами. Має штаб-квартиру в місті Тістед, Данія.

## Історія розвитку
Компанія Cimbria була заснована в 1947 році у маленькому містечку Данії. Поступово компанія розширилась до концерну, що включає 10 заводів у 7 країнах: Данії, Німеччині, Австрії, Польщі, Чехії, Малайзії та Кенії. Також за часи існування компанії було створено мережу дистриб'юторських та сервісних організацій, що зайняли панівну роль на ринку виробництва сільськогосподарських технологій.

## Хронологія розвитку
- 1947 — Компанія була заснована
- 1953 — Cimbria переїжджає в Тістед
- 1966 — Відкриття першої дочірньої компанії в Швеції
- 1974 — Cimbria набуває компанію Delta Cleaner Company
- 1980 — Заснування компанії Cimbria East Africa
- 1986 — Відкриття компанії Cimbria в Англії
- 1988 — Придбаний завод по виробництву насіння в Гернінгу
- 1989 — В компанію входить Heid Agrartechnik
- 1992 — Відкриття компанії Cimbria Far East
- 1996 — Заснування Cimbria в Італії
- 1997 — Придбання SKET
- 1998 — Відкриття Cimbria в Україні
- 1999 — Відкриття Cimbria Thailand
- 2000 — Відкриття Cimbria Unigrain China
- 2002 — Придбання Videbæk Maskinfabrik
- 2003 — Придбання HMD в Чехії
- 2004 — Придбання функціональних груп Kaack GmbH
- 2012 — Придбання SEA в Італії
- 2016 — Cimbria стає частиною AGCO[3]

## Продукція
- Транспортне обладнання — розробка обладнання та технологій для транспортування сухих сипких матеріалів;
- Обладнання для сушіння — розробка та виробництво зерносушильного обладнання та технологій;
- Очищення — очищувачі Delta, гравітаційні сепаратори;
- Зберігання — силоси, бункери для постійного та тимчасового зберігання зернових та олійних культур;
- Обробка насіння — виготовлення технологій для сортування, очищення, протруювання насіннєвої продукції;
- Проєкти "під ключ" — компанія виробляє такі об'єкти як: заводи з переробки насіння та зерна, сушильні комплекси, елеватори та портові термінали.
- Очищення повітря — створення фільтрів, вентиляційних систем.

Cimbria займається конструюванням всіх видів машин обладнання, які можуть використовуватись для сільськогосподарських процесів, а також встановленням машин та інформаційною підтримкою клієнтів. Насіннєві комплекси дозволяють працювати не лише з різними видами насіння зернових, злакових, олійних культур, а й з насіннями трав, рису, кави та іншими сипкими продуктами.
У 2008 році Cimbria побудувала в Україні для компанії «МРІЯ Агрохолдинг» насіннєвий завод.